# محمود هوتکی
محمود هوتکی (۱۶۹۷ – ۲۲ آوریل ۱۷۲۵)، که در ایران به محمود افغان معروف است، سومین فرمانروای دودمان هوتکی بود که دودمان صفویان را در دوره شاه سلطان حسین سرنگون کرد. او از ۱۷۲۲ میلادی تا زمان مرگ اش در سال ۱۷۲۵ بر مناطقی از ایران حکومت کرد.

## دوران کودکی و نوجوانی
او پسر ارشد میرویس خان هوتک، رئیس طایفهٔ غلجی قوم پشتون بود. پدرش میرویس خان، در سال ۱۷۰۹ میلادی قندهار را از سلطه ایران صفوی بیرون کشید.
پس از مرگ میرویس هوتک در سال ۱۷۱۵، برادرش عبدالعزیز هوتک به قدرت رسید. محمود با مغلوب کردن عموی خود در سن ۱۸ سالگی تاج و تخت را گرفته و پادشاه جدید دودمان هوتکی شد.

## سلطنت (۱۷۱۷ – ۱۷۲۵)

### حمله به اصفهان

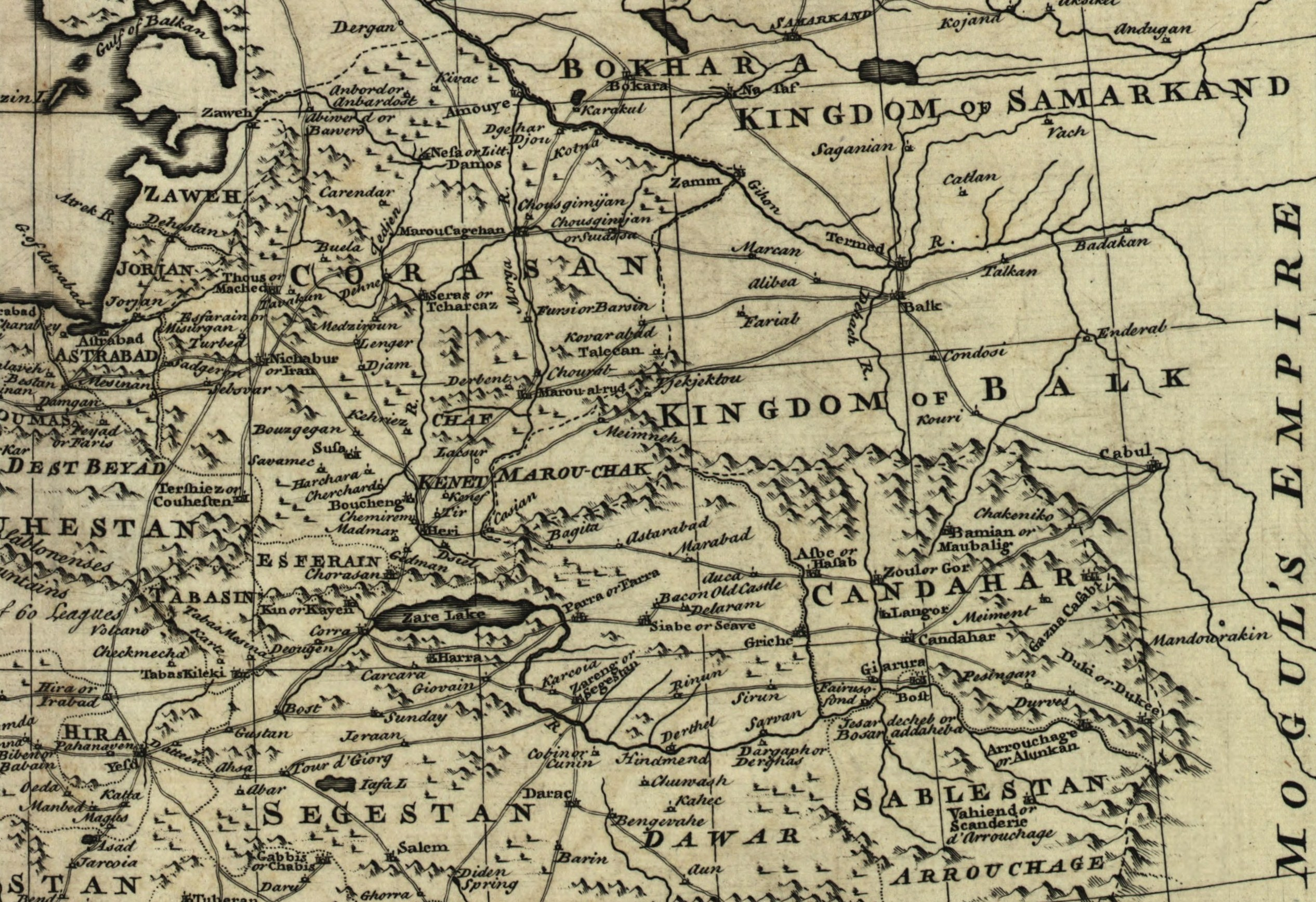
نقشهٔ که حکمرانی پشتون‌های ابدالی را در خراسان حکومت پشتون‌های غلجی را قندهار نشان می‌دهد.

محمود جوان که اراده کشورگشایی را داشت، حمله علیه صفوی را آغاز نمود. او ابتدا سلطنت سدوزایی هرات را در سال ۱۷۲۰ سرنگون کرد و سپس به کرمان لشکر کشیده و آنجا را تصرف نمود. در سال ۱۷۲۲ محمود لشکری ۲۰٫۰۰۰ نفری ترتیب داده و از راه سیستان، کرمان و یزد سوی اصفهان لشکر کشید. او لشکر صفوی را در نبرد گلون‌آباد شکست داده و اصفهان را محاصره نمود.
در طول محاصره اصفهان توسط محمود، وی به دلیل نداشتن توپخانه، مجبور شد به محاصرهٔ طولانی‌مدت متوسل شود به این امید که آنها را به گرسنگی کشانده و ناچار به تسلیم گرداند. بالاخره محمود اصفهان را گشود، شاه سلطان حسین صفوی سلطنت و تاج خود را به او تقدیم کرد.

### پادشاهی بر مناطقی از ایران
محمود در همان روزهای آغازین حکومت خود، خیرخواهی از خود نشان داد، با خانوادهٔ سلطنتی اسیر به‌خوبی رفتار کرد و مواد غذایی را برای مردم گرسنه اصفهان فرستاد. اما زمانی که پسر حسین، تهماسب دوم خود را شاه اعلام کرد، محمود لشکری به‌سوی پایگاه تهماسب در قزوین فرستاد. تهماسب فرار کرد و پشتون‌ها شهر را تصرف کردند، اما مردم، که از برخورد ارتش فاتح با آن‌ها شوکه شده بودند، در ژانویهٔ ۱۷۲۳ علیه آن‌ها قیام کردند. این شورش موفقیت‌آمیز بود و سربازان زنده مانده به اصفهان بازگشتند و خبر شکست را به محمود دادند. محمود که از بیماری‌های روانی رنج می‌برد و از شورش رعایا می‌ترسید، وزیران و بزرگان پارسی خود را به بهانه‌های واهی به جلسه‌ای دعوت کرد و آن‌ها را سلاخی کرد. او همچنین تا ۳۰۰۰ نفر از نگهبانان سلطنتی را اعدام کرد. در همان زمان، رقبای سرسخت ایرانی، عثمانی‌ها و روس‌ها از هرج و مرج در ایران استفاده کردند و زمین‌هایی را برای خود تصرف کردند و مقدار قلمروی تحت کنترل محمود را محدود کردند.
ناکامی او در تحمیل حکومت خود در سراسر ایران، محمود را افسرده و بدگمان کرد. او همچنین نگران وفاداری مردان خود بود، زیرا بسیاری از قبایل پشتون پسر عمویش اشرف‌خان را به وی ترجیح می‌دادند. محمود در فوریهٔ ۱۷۲۵ با باور شایعهٔ فرار یکی از پسران سلطان حسین به‌نام صفی میرزا، دستور اعدام سایر شاهزادگان صفوی را که در دست او بودند به استثنای خود سلطان حسین صادر کرد. سلطان حسین سعی کرد جلوی کشتار را بگیرد اما این اقدام او باعث شد تا محمود، دو فرزند خردسال سلطان حسین را نیز به قتل برساند.

## سرانجام
به‌دنبال مشکلات روانی محمود، در ۱۱۳۷ ه‍.ق (۱۷۲۵ میلادی) بزرگان افغان او را از سلطنت خلع کردند و پسرعمویش اشرف هوتکی را به جایش انتخاب کردند که محمود به دست او به کینه قتل پدر، در خفا به قتل رسید. جنون محمود روز به روز شدت می‌یافت به‌طوری که گاهی به ضرب و قتل نزدیکان خود فرمان می‌داد، گاهی مانند مستان فریاد و فغان می‌کرد، مردم از او می‌ترسیده و می‌گریختند. دیوانگی او به جایی رسید که دیگر امکان جلوگیری او نبود، بنابراین درها را بر روی او بسته و او را از بیرون محافظت می‌کردند. چند روز در حبس نخورد و نیاشامید و نخفت تا این‌که بیتاب شد و بستری گردید. آنچه معالجه کردند مفید نیفتاد، مأیوس و نومید گردیدند. برای شفای او زر بسیار از خزانه بیرون آورده صدقه دادند و رنج‌دیدگان را دل به‌دست آوردند، به کشیشان جلفا هزار تومان به ایلچی فرنگ هزار تومان دادند ولی روز به روز مرض شدید می‌شد. ورمی در شکمش پیدا شد و با دندان گوشت‌های بدن خود را پاره می‌کرد و از درد فریاد می‌زد.
پس از چند روز بدنش مانند غربال سوراخ سوراخ شد و شروع به گندیدن و ریختن گذاشت و متعفن شد. و چون آثار مرگ در او هویدا گشت، در صدد برآمدند که برادر بزرگش را از قندهار بیاورند و به تخت شاهی بنشانند ولی چون زمستان و راه دور بود مناسب ندیدند و اشرف سلطان پسر میرعبدالله خان که عموزادهٔ محمود بود به جای او نشانیدند و چون پدر اشرف را محمود به قتل رسانیده بود، اشرف گفت تا به قصاص خون پدرم محمود را نکشم قدم بر تخت سلطنت نخواهم گذاشت. آنها سر محمود را در رختخواب بریده در برابر او گذاشتند و اشرف بر جای محمود نشست. او را مبارک باد گفتند.

## شیوهٔ حکومت
مسئولان عالی‌رتبهٔ متعددی به دست محمود و اشرف کشته شدند. این دو اکثریت اسناد صفویه را نیز از بین بردند. با این حال، محمود که بر بخش عمده‌ای از ایران حکومت می‌کرد، از اقدامات عجولانهٔ خود پشیمان شد. سران غلجی با شیوهٔ دیوان‌سالاری آشنایی نداشتند و پیش از این، تحت حکومت صفویه مدت‌ها به‌عنوان کلانترهای قندهار خدمت می‌کردند؛ بنابراین آن‌ها خواهانِ یاری بودند و دیوان‌سالاری مرکزی را بازسازی کردند. محمود به میرزا سمیع دستور داد تا تذکرة الملوک را بنویسد. این کتاب، دستورالعملی برای دولت بود که نحوهٔ ادارهٔ کشور، پرداخت مالیات از سوی چه کسانی، و اینکه چه مقدار پول برای چه نوع وظایفی به کدام مقامات پرداخت شود را مشخص می‌کرد.